# Amino-4-diphényle
L'amino-4-diphényle est un dérivé du biphényle similaire à la benzidine. Il est utilisé pour la fabrication de colorants azoïques. Il est connu comme étant cancérogène certain pour l'homme et il a été en grande partie remplacé par des substances moins toxiques.